# Dimetilformammide
La N,N-dimetilformammide (o DMF) è l'ammide della dimetilammina e dell'acido formico. È una molecola planare e polare.
A temperatura ambiente si presenta come un liquido incolore dall'odore forte e nauseabondo di ammina, ricorda vagamente il pesce marcio. È un composto tossico per la riproduzione, nocivo, irritante. Grazie all'elevata costante dielettrica viene utilizzato in laboratorio come solvente polare aprotico, utile nelle reazioni di sostituzione nucleofila in vari substrati organici. In reazioni di SN2 è molto comune osservare un notevole incremento delle cinetiche di reazione in DMF o DMSO. Questo fenomeno è legato al fatto che l'ossigeno carbonilico della DMF sia in grado di interagire attraverso interazioni elettrostatiche con cationi, lasciando gli anioni "nudi" del proprio controione in soluzione e di conseguenza molto più reattivi. Per la sua elevata solubilità in acqua è facilmente eliminabile dai prodotti insolubili nel mezzo acquoso per semplice lavaggio in acqua corrente. È uno dei solventi di elezione nella chimica organica moderna.
È stata usata in passato come induttore del differenziamento cellulare in laboratorio. Aggiunta a basse concentrazioni alle colture di cellule embrionali o tumorali, è capace di indurle all'acquisizione di un fenotipo "adulto" o quantomeno molto meno aggressivo per quanto riguarda le cellule cancerose. Ciò avverrebbe per inibizione di qualche enzima della biosintesi delle purine, come la glicinamide ribotide formil-trasferasi e per inibizione di qualche isoforma dell'enzima istone deacetilasi (HDACs), che controlla il differenziamento genico per deacetilazione degli istoni legati al DNA.
In certi casi le cellule trasformate, dopo il differenziamento indotto da questo composto, vanno incontro spontaneamente a morte cellulare programmata o apoptosi.
Con lo stesso acronimo (DMF) viene abbreviato anche il nome del dimetilfurano.

## Reazioni
La dimetilformammide è idrolizzata da acidi e basi forti, specialmente a temperature elevate. Con idrossido di sodio, la DMF si converte in formiato e dimetilammina. DMF subisce decarbonilazione vicino al suo punto di ebollizione per dare dimetilammina. La distillazione viene quindi condotta a pressione ridotta a temperature più basse.
I composti di organolitio reagiscono con DMF per dare, dopo idrolisi, aldeidi.

## Applicazioni
L'uso primario della dimetilformammide è come solvente con basso tasso di evaporazione. È utilizzata nella produzione di fibre acriliche e materie plastiche. Viene anche usato come solvente nell'accoppiamento peptidico per prodotti farmaceutici, nello sviluppo e nella produzione di pesticidi e nella produzione di adesivi, pelli sintetiche, fibre, pellicole e rivestimenti di superficie.
Altri importanti utilizzi includono:
- Reagente nella sintesi di Bouveault delle aldeidi[2][3][4] e nella reazione di Vilsmeier-Haack[5][6], un altro metodo utile per formare aldeidi.
- Solvente nella reazione di Heck.[7]
- Catalizzatore nella sintesi di alogenuri acilici, in particolare la sintesi di cloruri acilici da acidi carbossilici mediante cloruro di ossalile o cloruro di tionile. Il meccanismo catalitico comporta la formazione reversibile di un cloruro di imidoile.[8][9]
- Essendo in grado di penetrare nella maggior parte delle materie plastiche e di gonfiarle, è usato per la sintesi di peptidi in fase solida e come componente di svernicianti.
- Solvente per recuperare olefine come 1,3-butadiene mediante distillazione estrattiva.
- Produzione di coloranti a solvente. Si consuma durante la reazione.
- Immagazzinare acetilene per prevenire il pericolo di esplosione. L'involucro della soluzione risultante è inoltre riempito con agamassan, che lo rende sicuro per il trasporto e l'uso.
- Separare e sospendere i nanotubi di carbonio. È inoltre raccomandato dal NIST per l'uso nella spettroscopia nel vicino infrarosso degli stessi.[10]
- Standard nella spettroscopia NMR protonica consentendo una determinazione quantitativa di un composto sconosciuto.
- Fonte di ligandi di monossido di carbonio nella sintesi di composti organometallici.
- Solvente nell'elettrofilatura.
- Sintesi solvotermica di metal organic frameworks.

Inoltre, DMF-d7 in presenza di una quantità catalitica di t-BuOK sotto riscaldamento a microonde è un reagente per la deuterazione di idrocarburi poliaromatici